# 法伊斯內克湖
53°29′45″N 12°42′28″E / 53.49583°N 12.70778°E

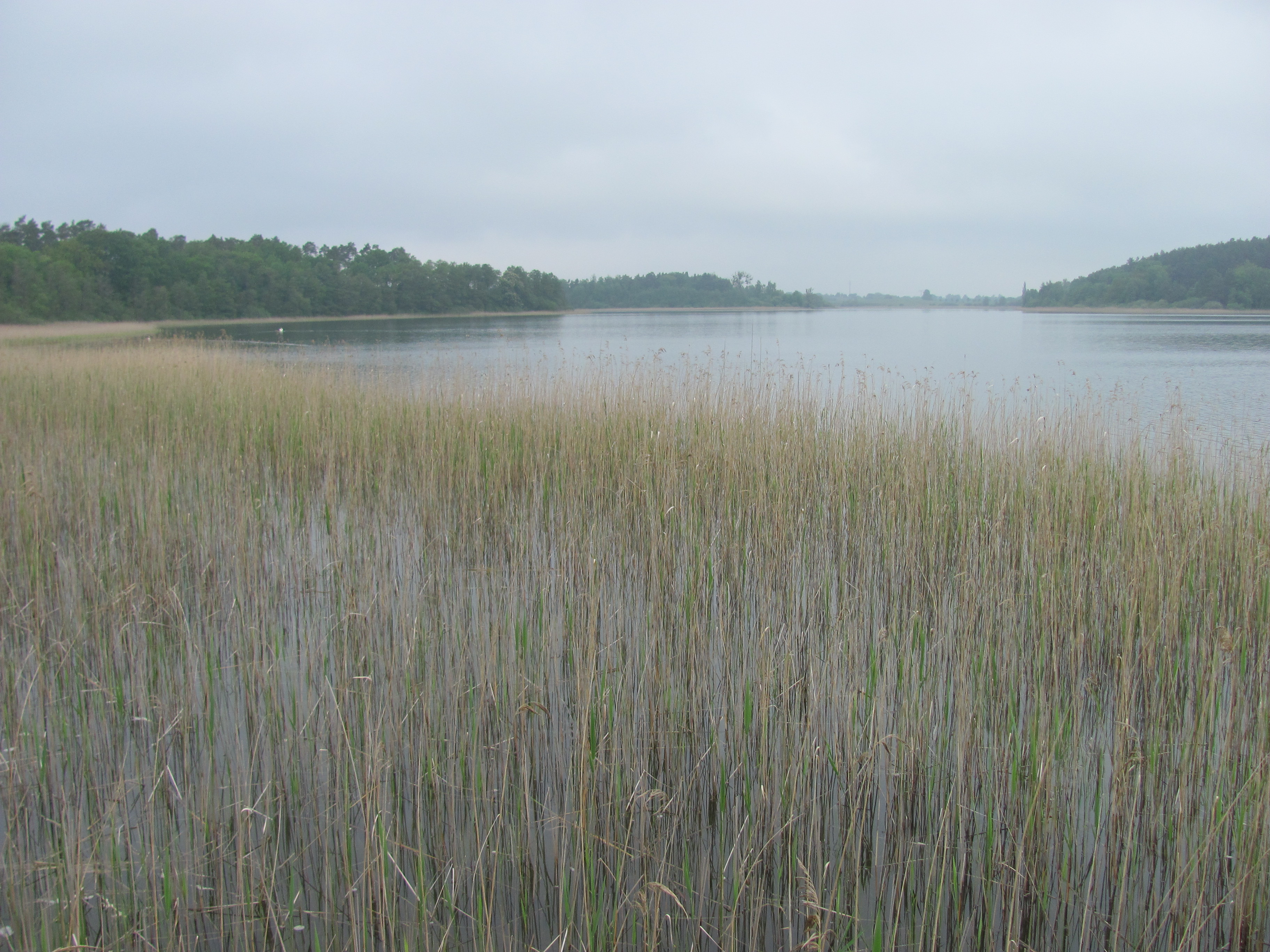

法伊斯內克湖（德語：Feisnecksee），是德國的湖泊，位於該國東北部，由梅克倫堡-前波美拉尼亞州負責管轄，處於梅克倫堡湖區縣，長3.1公里、寬0.6公里，面積1.9平方公里，海拔高度62米，平均水深8米，最大水深14米，水體容量1,457萬立方米。